# USS Furse (DD-882)
USS Furse (DD-882/DDR-882) là một tàu khu trục lớp Gearing được Hải quân Hoa Kỳ chế tạo vào giai đoạn cuối Chiến tranh Thế giới thứ hai. Nó là chiếc tàu chiến duy nhất của Hải quân Mỹ được đặt theo tên Trung úy Hải quân John H. Furse (1886-1907), người đã tử nạn khi thiết giáp hạm USS Illinois (BB-7) mà anh phục vụ trải qua một cơn bão vào năm 1907. Hoàn tất khi chiến tranh đã kết thúc, con tàu tiếp tục phục vụ trong giai đoạn Chiến tranh Lạnh và Chiến tranh Việt Nam cho đến khi xuất biên chế năm 1972. Nó được chuyển cho Tây Ban Nha và tiếp tục phục vụ cùng Hải quân Tây Ban Nha như là chiếc Gravina (D62) cho đến năm 1991. Con tàu bị tháo dỡ sau đó.

## Thiết kế và chế tạo
Furse được đặt lườn tại xưởng tàu của hãng Consolidated Steel Corporation ở Orange, Texas vào ngày 23 tháng 9 năm 1944. Nó được hạ thủy vào ngày 9 tháng 3 năm 1945; được đỡ đầu bởi cô Eugenia A. Furse, em của Trung úy Furse, và nhập biên chế vào ngày 10 tháng 7 năm 1945 dưới quyền chỉ huy của Hạm trưởng, Trung tá Hải quân D. A. Harris.

## Lịch sử hoạt động

### 1945 - 1960
Furse khởi hành từ Norfolk, Virginia vào ngày 7 tháng 11 năm 1945 để hoạt động cùng lực lượng chiếm đóng tại Viễn Đông. Nó ghé qua San Diego, California và Trân Châu Cảng trong hành trình hướng sang Nhật Bản, đi đến vịnh Tokyo vào ngày 22 tháng 12. Sau khi đóng vai trò tàu vận chuyển thư tín giữa Nagoya và Wakayama, nó hoạt động huấn luyện ngoài khơi Kobe, rồi lên đường quay trở lại Trân Châu Cảng để tham gia Chiến dịch Crossroads. Trong cuộc thử nghiệm bom nguyên tử này tại khu vực quần đảo Marshall vào mùa Hè năm 1946, chiếc tàu khu trục đảm nhiệm canh phòng máy bay cho các tàu sân bay thuộc Lực lượng Đặc nhiệm Hỗn hợp 1.
Furse quay trở về San Diego vào ngày 12 tháng 8, và từ đó con tàu hoạt động huấn luyện dọc theo vùng bờ Tây, đồng thời thực hiện thêm một lượt phục vụ khác tại Viễn Đông, cho đến khi được điều động sang cùng Hạm đội Đại Tây Dương vào tháng 4, 1949. Nó được xếp lại lớp như một tàu khu trục cột mốc radar và mang ký hiệu lườn mới DDR-882 từ ngày 18 tháng 3, 1949. Nó đi đến cảng nhà mới Newport, Rhode Island vào ngày 21 tháng 4, rồi lên đường vào ngày 10 tháng 9, cho lượt phục vụ đầu tiên cùng Đệ Lục hạm đội tại Địa Trung Hải, vốn được tiến hành theo định kỳ hàng năm cho đến năm 1960, ngoại trừ các năm 1951 và 1959. Con tàu bắt đầu đặt cảng nhà tại Norfolk từ tháng 1, 1951; rồi chuyển đến Charleston, South Carolina trong giai đoạn từ năm 1959 đến năm 1962.
Trong chuyến viếng thăm nhiều cảng Bắc Âu diễn ra từ tháng 9 đến tháng 12, 1950, Furse đã đại diện cho Hoa Kỳ trong lễ tang của của Vua Gustav V Thụy Điển. Từ năm 1952, con tàu thường xuyên hoạt động cùng Lực lượng Thử nghiệm và Đánh giá Hoạt động nhằm hoàn thiện các kỹ năng và chiến thuật chống tàu ngầm. Một chuyến đi thực tập dành cho học viên sĩ quan đã đưa nó viếng thăm các cảng Bắc Âu vào mùa Hè năm 1952. Lượt hoạt động tưởng chừng như an bình tại Địa Trung Hải năm 1956 lại biến thành một nhiệm vụ di tản công dân Hoa Kỳ do xảy ra xung đột giữa Ai Cập và Israel trong vụ Khủng hoảng kênh đào Suez, và sau đó nó phải tiếp tục tuần tra kéo dài tại khu vực Đông Địa Trung Hải đề phòng bất trắc.
Bước sang năm 1957, Furse thực hiện đến hai lượt hoạt động tại khu vực Địa Trung Hải do những căng thẳng trong khu vực tiếp tục gia tăng; và đến mùa Hè năm 1958, nó tham gia cuộc tập trận trong Khối NATO tại Bắc Âu, viếng thăm các cảng Santander, Tây Ban Nha; Stavanger, Na Uy; và Ghent, Bỉ. Trong thời gian giữa các chuyến đi này, con tàu hoạt động huấn luyện cùng Lực lượng Khu trục Hạm đội Đại Tây Dương, tuần tra dọc bờ biển Đại Tây Dương và vùng biển Caribe, và tham gia các cuộc tập trận của hạm đội.

### 1960 - 1972
Vào cuối tháng 10, 1962, khi phát hiện ra Liên Xô bố trí những tên lửa đạn đạo tầm trung mang đầu đạn hạt nhân tại Cuba, khiến đưa đến vụ Khủng hoảng tên lửa Cuba, Tổng thống John F. Kennedy đã ra quyết định "cô lập" hàng hải hòn đảo này nhằm gây áp lực, buộc phía Cộng Sản phải triệt thoái số tên lửa này. Furse đã được huy động tham gia lực lượng hải quân hoạt động phong tỏa, cho đến khi vụ khủng hoảng được giải quyết bằng thương lượng hòa bình.
Vào đầu năm 1963, Furse đi đến Xưởng hải quân Philadelphia để được nâng cấp trong khuôn khổ Chương trình Hồi sinh và Hiện đại hóa Hạm đội (FRAM: Fleet Rehabilitation and Modernization), nơi nó được sửa chữa và nâng cấp để kéo dài vòng đời hoạt động thêm 10 đến 20 năm, đồng thời nâng cao năng lực tác chiến. Nó rời xưởng tàu với những thiết bị điện tử, radar và sonar hiện đại, trang bị thêm tên lửa chống ngầm RUR-5 ASROC, cùng hầm chứa và sàn đáp để vận hành máy bay trực thăng không người lái chống tàu ngầm Gyrodyne QH-50 DASH. Chiếc tàu khu trục lại có một lượt phục vụ cùng Đệ Lục hạm đội tại Địa Trung Hải từ tháng 8 đến tháng 12, 1964. Sau đó vào tháng 6, 1965, nó tham gia vào Chương trình Gemini khi phục vụ vào việc thu hồi tàu không gian Gemini IV sau chuyến bay lên quỹ đạo trái đất.
Furse trải qua mùa Đông năm 1967 được đại tu theo định kỳ tại Xưởng hải quân Boston, đồng thời chuẩn bị để được phái sang phục vụ tại khu vực Tây Thái Bình Dương. Trong chuyến đi kéo dài từ tháng 4 đến tháng 12, 1968, nó đã tham gia các hoạt động tác chiến trong khuôn khổ cuộc Chiến tranh Việt Nam. Sau khi quay trở về Hoa Kỳ, nó lại được phái sang phục vụ cùng Đệ Lục hạm đội tại Địa Trung Hải từ tháng 6, 1969 đến tháng 1, 1970. Chiếc tàu khu trục hoạt động huấn luyện ôn tập tại khu vực vịnh Guantánamo, Cuba từ tháng 11, 1970; rồi còn được tiếp tục phái sang Địa Trung Hải để hoạt động cùng Đệ Lục hạm đội trong hai đợt: từ tháng 1, đến tháng 6, 1971; và trong tháng 9 và tháng 10, 1971.
Furse được cho xuất biên chế vào ngày 31 tháng 8, 1972; tên nó được cho rút khỏi danh sách Đăng bạ Hải quân vào ngày 2 tháng 6, 1975.

### Gravina(D62)
Con tàu được chuyển cho Tây Ban Nha, và tiếp tục phục vụ cùng Hải quân Tây Ban Nha như là chiếc Gravina (D62); tên được đặt theo Đô đốc Federico Gravina (1756-1806). Nó bị tháo dỡ vào năm 1991.